# چاه داشی
چاه داشی روستایی در دهستان نه بخش مرکزی شهرستان نهبندان استان خراسان جنوبی ایران است. بر پایه سرشماری عمومی نفوس و مسکن در سال ۱۳۹۰ جمعیت این روستا ۲٬۵۰۹ نفر (در ۶۳۹ خانوار) بوده است.